# Routes primaires du Danemark
Cet article liste les routes primaires du Danemark (en danois : Primærrute).

## Description
Les routes principales, relient certaines parties du pays aux grandes villes. Ce sont souvent aussi des routes principales qui mènent aux principales liaisons par traversier. 
En 2017, il y avait au total 3 244 km de routes principales au Danemark.
Les routes sont numérotées de 6 à 99 et de 01 à 04 pour les rocades ayant le statut de route nationale. Il existe actuellement 37 routes nationales danoises, et 59 est actuellement le numéro le plus élevé.
Les panneaux sont jaunes avec des chiffres noirs.

## Routes primaires 1 à 99
| Nom | Villes reliées                                                                             | Longueur |
| --- | ------------------------------------------------------------------------------------------ | -------- |
|     | Køge - Roskilde - Hillerød - Helsingør                                                     |          |
|     | Nyborg - Faaborg - Sønderborg - Tønder                                                     |          |
|     | Odense - Svendborg - Maribo - Nykøbing Falster                                             |          |
|     | Sæd - Varde - Holstebro - Thisted - Nørre Uttrup                                           |          |
|     | Esbjerg - Herning - Viborg                                                                 |          |
|     | Vejle - Viborg - Sønderup                                                                  |          |
|     | Roskilde - Ringsted - Næstved                                                              |          |
|     | Grenaa - Århus - Herning - Søndervig                                                       |          |
|     | København - Frederiksværk - Hundested - Grenaa - Randers - Viborg - Holstebro - Ringkøbing |          |
|     | København - Tværvej - Ballerup                                                             |          |
|     | Vejle - Herning - Holstebro                                                                |          |
|     | København - Hørsholm - Hillerød                                                            |          |
|     | Valby - Roskilde - Holbæk - Odden Færgehavn - Ebeltoft - Randers                           |          |
|     | Kalundborg - Slagelse - Næstved - Vordingborg                                              |          |
|     | Roskilde - Kalundborg - Juelsminde - Vejle                                                 |          |
|     | Aabenraa - Ribe - Esbjerg                                                                  |          |
|     | Tønder - Jels - Kolding                                                                    |          |
|     | Århus - Viborg - Skive - Hanstholm                                                         |          |
|     | Fredericia - Vejle - Billund - Ringkøbing - Lemvig                                         |          |
|     | Hobro - Aggersund - Hanstholm                                                              |          |
|     | Esbjerg - Billund - Horsens                                                                |          |
|     | Ribe - Lunderskov                                                                          |          |
|     | Herning - Skive                                                                            |          |
|     | Hjørring - Frederikshavn                                                                   |          |
|     | Rønne - Neksø                                                                              |          |
|     | Frederikshavn - Skagen                                                                     |          |
|     | Sønderborg - Aabenraa                                                                      |          |
|     | Aabenraa - Tinglev                                                                         |          |
|     | Odense - Faaborg                                                                           |          |
|     | Faaborg - Svendborg                                                                        |          |
|     | Silkeborg - Randers                                                                        |          |
|     | Haderslev - Vojens - Gabøl                                                                 |          |
|     | Juelsminde - Silkeborg - Viborg                                                            |          |
|     | Hillerød - Kirke Sonnerup                                                                  |          |
|     | Næstved - Rønnede                                                                          |          |
|     | Aalborg - Løkken - Hjørring - Hirtshals                                                    |          |
|     | Holbæk - Stenlille                                                                         |          |
|     | Vordingborg - Stege                                                                        |          |

## Rocades  nationales
| Nom | Itinéraire                             | Longueur |
| --- | -------------------------------------- | -------- |
|     | Rocade de Copenhague                   | 26 km    |
|     | Rocade de Hillerød                     | 20 km    |
|     | Vallensbæk - Buddinge (da)             | 19 km    |
|     | Ishøj – Ballerup – Kongens Lyngby (da) | 11 km    |
|     | Rocade de Copenhague                   | 70 km    |

## Voir  aussi